# María del Pilar Peña
María del Pilar Peña Carrasco (Madrid, 1986. április 4. –) világ és Európa-bajnok, olimpiai ezüstérmes spanyol vízilabdázónő.
A 2012. évi nyári olimpiai játékokon, Londonban ezüstérmes lett a spanyol női vízilabda-válogatottal, miután az amerikai női vízilabda-válogatottól kikaptak 8–5-re a döntőben. A barcelonai, 2013-as női vízilabda-világbajnokságon aranyérmet nyert. Egy évvel később Budapesten megrendezett 2014-es női vízilabda-Európa-bajnokságon is aranyérmet nyert. A 2008-as női vízilabda-Európa-bajnokságon, Málagáben ezüstérmes lett.